# Reial cèdula

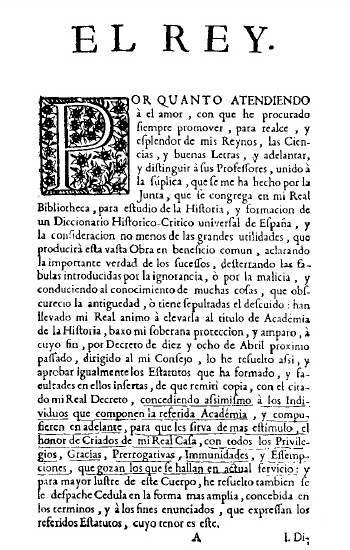
Reial Cèdula de 17-VI-1738 que va aprovar els estatuts de la Reial Acadèmia de la Història.

Una reial cèdula era una mena d'ordre expedida pel sobirans de la Monarquia Espanyola entre els segles XV i xix. El seu contingut resolia algun conflicte de rellevància jurídica, establia alguna pauta de conducta legal, creava alguna institució, nomenava algun càrrec reial, atorgava un dret personal o col·lectiu o ordenava alguna acció concreta.
Existien dues variants fonamentals: les reials cèdules d'ofici, que es derivaven de la mateixa funció administrativa, que iniciaven amb el nom -si era personalitzada- o amb els càrrecs o títols de les persones a qui s'adreçava. Les altres reals cèdules eren atorgades igualment pel rei, però a petició de part i començaven esmentant l'assumpte de la sol·licitud i al sol·licitant.
Usada principalment en els dominis espanyols d'ultramar (Regnes castellans d'Índies i Filipines), amb assessorament en la majoria dels casos del Consell d'Índies.